# Венец (Богородский район)
Вене́ц — деревня в Богородском районе Нижегородской области. Входит в состав Алешковского сельсовета.

## География
Деревня находится на правом берегу реки Ока, на расстоянии 13 км от Богородска, административного центра района, и 48 км от Нижнего Новгорода, административного центра области.

## Население
| 1859 | 1890 | 1999 | 2002 | 2010 |
| ---- | ---- | ---- | ---- | ---- |
| 170  | ↗228 | ↘37  | ↘31  | ↘15  |

## Улицы
В деревне имеются две улицы: Луговая и Прибрежная. 